# Área metropolitana de Charlottesville
El área metropolitana de Charlottesville o Área Estadística Metropolitana de Charlottesville, VA MSA, como la denomina la Oficina del Censo de los Estados Unidos, es un Área Estadística Metropolitana centrada en la ciudad de Charlottesville, estado de Virginia, en Estados Unidos. Su población según el censo de 2010 es de 201.559 de habitantes, convirtiéndola en la 209.º área metropolitana más poblada de los Estados Unidos.

## Composición
El área metropolitana está compuesta por:
1  ciudad independiente, junto con su población según los resultados del censo 2010:
- Charlottesville – 75.568 habitantes

y 4 condados, junto con su población según los resultados del censo 2010:
- Albemarle – 32.353 habitantes
- Fluvanna – 14.973 habitantes
- Greene – 68.676 habitantes
- Campbell – 54.842 habitantes

## Principales ciudades del área metropolitana
Ciudad principal o núcleo
- Charlottesville

Comunidades con más de 1.000 habitantes
- Crozet
- Lake Monticello

Comunidades con menos de 1.000 habitantes
- Columbia
- Scottsville
- Stanardsville